# 阿塔海
阿塔海（1234年—1289年），元朝将领，蒙古逊都思氏，千户塔海拔都儿的孙子，卜花的儿子。
阿塔海才略过人，袭为千户长。蒙哥时，随从忽必烈、兀良合台征伐云南，身先行阵。参预灭宋之役，1272年，驰驿督率诸军攻襄阳。次年，克襄阳，拜授镇国上将军、淮西行枢密院副使。修筑正阳东西二城，击败宋将夏贵。改任行中书省右丞。1275年，跟随丞相伯颜，克池州、镇江、建康。曾参与焦山之战，击败南宋李庭芝和张世杰、孙虎臣，攻克常州、平江府、嘉兴府。1276年，会兵临安。宋恭帝降后，又兵临瓜洲，平定淮南。1277年，为江淮行中书省平章政事。1278年，官至江淮行中书省左丞相。1281年督军攻打日本，1283年，为征东行省丞相，东征日本，遇大风，失败。1284年，跟随镇南王脱欢出征占城，1287年，从征乃颜。死后追封为顺昌郡王，谥武敏。

## 延伸阅读
[在维基数据编辑]
 《元史·卷129》，出自宋濂《元史》
 《新元史/卷132》，出自柯劭忞《新元史》